# Air Bagan
Air Bagan war eine myanmarische Fluggesellschaft mit Sitz in Rangun und Basis auf dem Rangun International Airport. Der Name der Gesellschaft erinnert an die historische Königsstadt Bagan am Irrawaddy. 

## Geschichte
Air Bagan wurde im Juni 2004 gegründet und nahm den Flugbetrieb am 15. November 2004 auf.
Die Fluggesellschaft steht auf der Liste Specially Designated Nationals and Blocked Persons des Finanzministeriums der Vereinigten Staaten. Dies bedeutet, dass US-Amerikaner keine geschäftlichen Beziehungen zu Air Bagan aufnehmen dürfen, auch nicht über Tochtergesellschaften im Ausland.
Am 16. August 2015 stellte Air Bagan den Flugbetrieb vorübergehend ein. Grund war der Totalverlust der ATR 72-320 durch den Unfall vom 24. Juli desselben Jahres, wodurch es der Gesellschaft nicht mehr möglich war, den Flugbetrieb aufrechtzuerhalten.

## Flugziele
Air Bagan führte vor allem nationale Linienflüge durch. International wurde nur Chiang Mai bedient.

## Flotte
Mit Stand April 2018 besteht die Flotte der Air Bagan aus einer ATR 72-500. Darüber hinaus setzte sie in der Vergangenheit Airbus A310-200, ATR 42-300 und 72-200 sowie Fokker 100 ein.

## Zwischenfälle
- Am 19. Februar 2008 brach die Besatzung auf dem Air-Bagan-Flug 252 aufgrund von Triebwerksproblemen den Start in Putao ab, kam aber nicht mehr rechtzeitig zum Halt. Die ATR 72-212 mit dem Luftfahrzeugkennzeichen XY-AIE rollte eine Böschung hinauf und knickte im Rumpf durch. Das Flugzeug wurde als irreparabel abgeschrieben, die Insassen kamen mit dem Schrecken davon.[5]

- Am 25. Dezember 2012 wurde eine Fokker 100 der Air Bagan (XY-AGC) bei diesigem Wetter gut einen Kilometer vor dem Flughafen von Heho (Myanmar) in den Boden geflogen. Dabei wurden einer von 71 Menschen an Bord sowie ein Mopedfahrer getötet (siehe auch Air-Bagan-Flug 011).[6]

- Am 24. Juli 2015 schoss eine ATR 72-200 mit dem Luftfahrzeugkennzeichen XY-AIH auf Air Bagan-Flug 9424 von Mandalay nach Rangun am Flughafen Rangun über die Landebahn hinaus. Das Flugzeug musste als Totalschaden abgeschrieben werden, wodurch die Gesellschaft den Flugbetrieb vorübergehend einstellen musste.[2][7]